# Jessie Kaps
Jessie Kaps (Tongeren, 17 februari 1998) is een Belgisch schutter.

## Levensloop
Kaps startte met sportschieten op haar zes jaar. Zowel in 2016 als 2017 werd ze Belgisch kampioene. In mei 2021 won ze zilver op de Europese kampioenschappen te Osijek op de discipline '10 meter luchtgeweer'. Met deze prestatie verzekerde ze zich van deelname aan de Olympische zomerspelen te Tokio. Aldaar strandde ze in de kwalificaties op een 27e plaats in de 10 meter luchtgeweer. Een jaar later behaalde Kaps brons op het EK te Hamar in deze discipline.
Kaps studeert klinische psychologie aan de Universiteit Gent.